# جک ونس
 جک ونس (انگلیسی: Jack Vance؛ ۲۸ اوت ۱۹۱۶ – ۲۶ مهٔ ۲۰۱۳ (۹۶ سال)) یک نویسنده اهل ایالات متحده آمریکا بود.
وی همچنین برنده جوایزی همچون جایزه نبولا شده است.